# قائمة مترو السعودية
تحتوي هذه المقالة قائمة المترو الموجودة في المملكة العربية السعودية.

## المتوفرة
| المدينة     | الدولة   | المترو                           | الطول       | الإفتتاح |
| ----------- | -------- | -------------------------------- | ----------- | -------- |
| مكة المكرمة | السعودية | قطار المشاعر المقدسة             | 18 كيلومتر  | 2010     |
| الرياض      | السعودية | مترو مدينة الأميرة نورة الجامعية | 14 كيلومتر  | 2011     |
| الرياض      | السعودية | مترو الرياض                      | 176 كيلومتر | 2024     |

## تحت الإنشاء
| المدينة                           | الدولة   | المترو               | الطول       | الإفتتاح |
| --------------------------------- | -------- | -------------------- | ----------- | -------- |
| مكة المكرمة                       | السعودية | مترو مكة المكرمة     | 188 كيلومتر | 2022     |
| المدينة المنورة                   | السعودية | مترو المدينة المنورة | 195 كيلومتر | غير معلن |
| جدة                               | السعودية | مترو جدة             | 149 كيلومتر | مشروع    |
| الدمام - القطيف - الخبر - الظهران | السعودية | مترو المنطقة الشرقية | 86 كيلومتر  | 2026     |
| الطائف                            | السعودية | مترو الطائف          | غير معروف   | غير معلن |

## مقالات ذات صلة
- قائمة مترو حول العالم
- مترو الرياض

## روابط خارجية
- قائمة سكك الحديد في السعودية